# RCW 14
RCW 14 est une nébuleuse en émission visible dans la constellation du Grand Chien,.
Elle est située dans la partie orientale de la constellation, à environ 3,5° ENE de ο2 Canis Majoris, une étoile de magnitude 3,02 qui est facilement visible même à l'œil nu. Elle apparaît grande et faible et peut être photographiée avec des télescopes de puissance moyenne équipés de filtres appropriés. La meilleure période pour l’observer dans le ciel du soir se situe entre décembre et avril. Sa déclinaison méridionale le rend plus facile à observer depuis les régions méridionales.
Il s’agit d’une grande région H II grossièrement circulaire associée à un nuage moléculaire géant connu sous le nom de [JKK96] B. La région abrite certains phénomènes de formation d'étoiles, comme en témoigne la présence de quatre sources de rayonnement infrarouge, dont l'une, l'IRAS 07169-2154, semble être associée à un maser CO, tandis qu'une autre est une source d'ondes radio. L'ioniseur principal du gaz dans le nuage est une étoile bleue de classe spectrale O8V connue sous le nom de HD 57236, rejointe par trois autres étoiles de classe B et un amas ouvert identifié comme NGC 2367. La distance du nuage a souvent fait l'objet de débats : les premières estimations indiquaient une distance d'environ 4 000 pc (∼13 000 al), le plaçant dans le même environnement galactique que la superbulle GS234-02. Des estimations plus récentes tendent plutôt à réduire la distance à environ 2 000 pc (∼6 520 al).